# 給人
給人（きゅうにん）
- 平安時代においては、給主より年給（年官・年給）を与えられた人。
- 室町時代から江戸時代の初頭には、領地を持った武士で、蔵米取りでないという意味で使用された。
- 江戸時代、諸藩における藩士の家格・家柄の一つ。
- 江戸時代、とくに尾張藩において、将軍の朱印状をもって知行地を与えられていた藩士のこと。
- 江戸時代、徴税吏の総称として、給人という語を使用することがあった。

## 概要

### 年給制度における給人
元来、給人とは院宮王臣家から年給を賜って新たな官位を授けられた人のことを指した。年給は律令制の崩壊によって国家財政が悪化したことによって、院宮王臣家すなわち、院と呼ばれた上皇・女院、宮と呼ばれた三后などの天皇の后妃、王と呼ばれた皇親、臣と呼ばれた大臣・公卿に保証されていた封禄を規定通りに与えることが困難となったために設けられた制度で、院宮王臣家は給主と呼ばれて特定の官職や位階（特に貴族身分の最低限度であった従五位下）に他者を推薦する権利が与えられ、給主は給人を推薦する代償として叙爵料・任料を給人から受け取って経済的収益を確保し、また自身の家臣を地方官などに推薦してそこから得られる収益を給与の代わりとさせることで支出を省いた。

### 土地制度への広がり
後に年給以外の荘園における土地支配関係にもこの言葉が用いられるようになり、院宮王臣家などを含む荘園領主より給田などの土地を授けられて領主のために奉仕するものを給人と呼ぶようになった。それは、鎌倉幕府が御家人などに恩給として土地や所職を与える際にも用いられ、幕府の給人となった者はそれに相応する御家人役の負担に応じた。また、室町幕府が半済令を実施すると、守護の命令で半済された荘園の支配を任された者を「半済給人」と称した他、鎌倉幕府の御家人に相当する奉行衆・奉公衆も幕府から所領を与えられていたことから、給人と呼ばれていた。当時の古文書において現時点でその土地を知行している者を「当給人」、当該土地をそれ以前に知行していた者を「本主」と呼んでいる。
後に各地の大名家でも同じように土地を直接給付して独自に徴税を行わせる地方知行制を受ける家老家から馬廻までを含む家臣を指しても給人と呼ぶようになる。
武士は、土地に対する執着が強く、わずか数十石であっても、自分の領地を持つことを望む傾向があった。戦国時代には、己の知行する土地を持たずに、俸禄を受けている武士は、下級武士と考えられていた。しかし、小領主の場合は、収穫が安定せずに、イナゴ・穀象虫などの害虫・風害・水害・冷害などの天変地異で困窮することが珍しくなかった。また、給人は知行地へ自由に行くことや水干損の立見、知行地の農民を使役する権限を有しており、村方にとって迷惑であると訴願される藩もあった。
江戸時代になると、諸藩の藩主は、強大な統治権を得るために、家臣の知行を、地方知行制から、藩が一括して徴税した米を中心とした農産物を家臣に給付して、その一部を商人を通じて換金させる蔵米知行制に転換することを目指した。
この改革は、また基本的に江戸時代は武士が城下町に居住するようになると、城下から見て知行地が遠隔地になっている場合は藩士にとってもわざわざ知行地に赴くのは手間で、災害の時でも安定して収入を得られるのでこれに従う藩士もいるが、反面に、特に弱体化されることを恐れた上級家臣を中心に反感が強く、実質減封となる場合もあったので、中堅以下の家臣であってもこれを嫌う藩が存在し、この転換を断行・あるいは企図したために、藩政が混乱して、お家騒動の背景の一つとなることもよくあった。代表例としては高田藩の越後騒動や、仙台藩の伊達騒動がある。
他方で同じ越後国でも転封以降、分散地方知行制度や相給を採っていた越後長岡藩や新発田藩では蔵米知行化が比較的スムーズに進行した。

### 藩内の位置づけ
藩が徴税権を代行する形で蔵米知行制に転換した諸藩にあって、本来であれば、地方知行を与えられる武士に栄誉的に与えた格付けが給人である。
地方知行を与えられる家老から馬廻までの総称である『給人』という呼称や格式を、馬廻以上の家柄の武士に与えたのである。但し、藩によっては、馬廻は、給人ではないこともある。もっとも、家老・年寄・加判など給人であることが、当たり前であるような重臣である場合は、わざわざ『給人』という呼称を使用しないこともあった。
江戸時代に、給人を名乗る格式の藩士は、一般に「上の下」とされる家柄の者である。
幕府が諸藩を指導して給人という呼称を用いさせたり定着させようとした事実はないにもかかわらず、多くの諸藩には、給人または給人席、あるいは給人格という身分・家格が存在した。
飫肥藩では65石取り以上を『乗馬以上』、50石取り以下を『小給人』と呼称し、米沢藩では『給人』は侍組と分領家の総称として扱われ、給人のことを給地では「地頭」と呼称していた。
給人はごく大雑把に、
(1)家老 - (2)年寄・中老 - (3)用人・番頭 - (4)物頭・大目付 - (5)取次・奏者 -　(6)給人・目付 - (7)馬廻- (8)中小姓  - (9)祐筆・代官 - (10)徒士目付・与力 - (11)徒士・同心 - (12)中間・小者

という序列に組み込まれていた。馬上を許されるのは小規模な藩では給人から、大規模な藩では馬廻りからとする例が多い。